# Гардиновци
Гардиновци (мађ. Dunagárdony) је насеље у јужној Бачкој, у Војводини, које припада општини Тител. Према последњем попису из 2022. године Гардиновци имају 1114 становника. Већину чине Срби.
Гардиновци је једно од најмањих места у општини Тител.

## Положај
Ово је најисточније подунавско село у Бачкој и оно је свега 2,26 километара удаљено од Дунава. Налази се код границе између општине Тител и Нови Сад. Село је подигнуто на малом полуострву лесне терасе која се са истока и југа граничи са алувијалном равни. Ова алувијална раван је била погодна за разгранавање Дунава тако да село лежи на обали Дунавца који образује Велику и Малу Крчединску аду.
Од Новог Сада село је удаљено 37 километара, од Београда 50 km, а од Титела 18 km.
Село се налази на 45° 02' СГШ и 20° 12' ИГД. Гардиновачки атар граничи се са следећим атарима села: Лочки на истоку, Виловачки на северу, Ковиљски на западу, на југу са реком Дунав.

## Саобраћај
Географски положај села је био неповољан јер је имао слабе саобраћајне везе. Изградњом ауто-пута Е-75 Београд-Нови Сад-Суботица-Будимпешта положај је постао значајно повољнији. Локални пут спаја село са регионалним путем бр. 110 Каћ-Будисава-Шајкаш-Вилово-Тител. Овај пут је био сачињен од сарматске коцке да би пре неколико година био замењен новим модерним асфалтним путем. Железничка станица је удаљена 5 километара од села.
Дунав је некада имао врло повољан саобраћајни значај, поготово Дунавац који је био плован чак и за теретне шлепове, данас дунав нема неки посебан значај за саобраћај.

## Историја
Помени гардиновачких православних свештеника срећу се половином 18. века. Био је 1754. године парох месни поп Јован Ивковић. Други податак је од 24. септембра 1770. године, када су пописани гардиновачки свештеници - поменути поп Јован Ивковић и поп Сима Ранисављевић. Данашња црква (1891) је грађена 1773-1780. године, од мешовитог материјала (цигле и черпића). Тај храм је дуго био без торња; звона су висила на дрвеним стубовима пред црквом, тзв. "козама". Торањ је дозидан по одобрењу власти тек 1823. године.
Након завршетка грађанског рата 1848-1849. године, пописивана је ратна штета у православним црквама у Шајкашкој. Јула 1850. године изјаснила се општина Гардиновци да тражи одштету за цркву 3.725 ф. 2 новчића. Поверенство са своје стране је тек мало другачије проценило штету. Предложено им је за црквене утвари 810 ф., а за оправу и унутрашњи намештај цркве још 2702 ф. што укупно износи 3512 ф. обештећења. Министарство ратно у Бечу се са тим сагласило. То је била најреалнија процена, постигнута на нивоу једне од Шајкашких општина, јер су се оба износа готово поклапала.

## Становништво
По попису из 1880. године у месту живи 1108 становника. У националном погледу највише је Срба - 1029, док је осталих занемарљиво мало: 21 Мађар, 8 Немаца, 1 Румун и 49 "осталих". До новог пописа за десет година, становништво се повећало на 1514. Те 1890. године је Срба било 1291, Мађара 123, Немаца 100.
Према православној парохијској статистици у месту је на крају 1891. године било: један православни свештеник, 1205 православаца, 192 православна дома, 251 ученик и једна основна школа.

## Демографија
У насељу Гардиновци живи 1204 пунолетна становника, а просечна старост становништва износи 41,6 година (40,1 код мушкараца и 43,2 код жена). У насељу има 509 домаћинстава, а просечан број чланова по домаћинству је 2,92.
Ово насеље је великим делом насељено Србима (према попису из 2002. године).
|  |

| Демографија | Демографија | Демографија |
| Година      | Становника  | Становника  |
| ----------- | ----------- | ----------- |
| 1948.       | 1.828       |             |
| 1953.       | 1.714       |             |
| 1961.       | 1.712       |             |
| 1971.       | 1.636       |             |
| 1981.       | 1.515       |             |
| 1991.       | 1.452       | 1.426       |
| 2002.       | 1.485       | 1.495       |

| Етнички састав према попису из 2002.‍ | Етнички састав према попису из 2002.‍ | Етнички састав према попису из 2002.‍ | Етнички састав према попису из 2002.‍ | Етнички састав према попису из 2002.‍ |
| ------------------------------------ | ------------------------------------ | ------------------------------------ | ------------------------------------ | ------------------------------------ |
|                                      |                                      |                                      |                                      |                                      |
| Срби                                 | Срби                                 |                                      | 1.413                                | 95,15%                               |
| Роми                                 | Роми                                 |                                      | 14                                   | 0,94%                                |
| Мађари                               | Мађари                               |                                      | 13                                   | 0,87%                                |
| Југословени                          | Југословени                          |                                      | 8                                    | 0,53%                                |
| Хрвати                               | Хрвати                               |                                      | 4                                    | 0,26%                                |
| Бугари                               | Бугари                               |                                      | 3                                    | 0,20%                                |
| Словаци                              | Словаци                              |                                      | 2                                    | 0,13%                                |
| Македонци                            | Македонци                            |                                      | 2                                    | 0,13%                                |
| Црногорци                            | Црногорци                            |                                      | 1                                    | 0,06%                                |
| Руси                                 | Руси                                 |                                      | 1                                    | 0,06%                                |
| Муслимани                            | Муслимани                            |                                      | 1                                    | 0,06%                                |
| непознато                            | непознато                            |                                      | 4                                    | 0,26%                                |

| Година пописа     | 1948. | 1953. | 1961. | 1971. | 1981. | 1991. | 2002. |
| ----------------- | ----- | ----- | ----- | ----- | ----- | ----- | ----- |
| Број домаћинстава | 421   | 442   | 467   | 483   | 479   | 470   | 509   |

| Број чланова      | 1   | 2   | 3  | 4  | 5  | 6  | 7 | 8 | 9 | 10 и више | Просек |
| ----------------- | --- | --- | -- | -- | -- | -- | - | - | - | --------- | ------ |
| Број домаћинстава | 119 | 124 | 85 | 94 | 52 | 24 | 7 | 2 | 2 | 0         | 2,92   |

| Пол    | Укупно | Неожењен/Неудата | Ожењен/Удата | Удовац/Удовица | Разведен/Разведена | Непознато |
| ------ | ------ | ---------------- | ------------ | -------------- | ------------------ | --------- |
| Мушки  | 627    | 180              | 374          | 38             | 34                 | 1         |
| Женски | 627    | 113              | 368          | 121            | 24                 | 1         |
| УКУПНО | 1.254  | 293              | 742          | 159            | 58                 | 2         |

| Пол    | Укупно                    | Пољопривреда, лов и шумарство | Рибарство                            | Вађење руде и камена | Прерађивачка индустрија       |
| ------ | ------------------------- | ----------------------------- | ------------------------------------ | -------------------- | ----------------------------- |
| Мушки  | 360                       | 156                           | 0                                    | 1                    | 41                            |
| Женски | 162                       | 98                            | 0                                    | 0                    | 16                            |
| УКУПНО | 522                       | 254                           | 0                                    | 1                    | 57                            |
| Пол    | Производња и снабдевање   | Грађевинарство                | Трговина                             | Хотели и ресторани   | Саобраћај, складиштење и везе |
| Мушки  | 2                         | 80                            | 22                                   | 8                    | 14                            |
| Женски | 1                         | 0                             | 13                                   | 7                    | 4                             |
| УКУПНО | 3                         | 80                            | 35                                   | 15                   | 18                            |
| Пол    | Финансијско посредовање   | Некретнине                    | Државна управа и одбрана             | Образовање           | Здравствени и социјални рад   |
| Мушки  | 0                         | 2                             | 10                                   | 7                    | 1                             |
| Женски | 0                         | 0                             | 4                                    | 8                    | 8                             |
| УКУПНО | 0                         | 2                             | 14                                   | 15                   | 9                             |
| Пол    | Остале услужне активности | Приватна домаћинства          | Екстериторијалне организације и тела | Непознато            | Непознато                     |
| Мушки  | 5                         | 0                             | 0                                    | 11                   | 11                            |
| Женски | 1                         | 0                             | 0                                    | 2                    | 2                             |
| УКУПНО | 6                         | 0                             | 0                                    | 13                   | 13                            |